# Anton Henke
Anton Hubert Henke (* 31. Mai 1854 in Düsseldorf; † 25. Februar 1918 ebenda) war ein deutscher Tier- und Landschaftsmaler der Düsseldorfer Schule.

## Leben

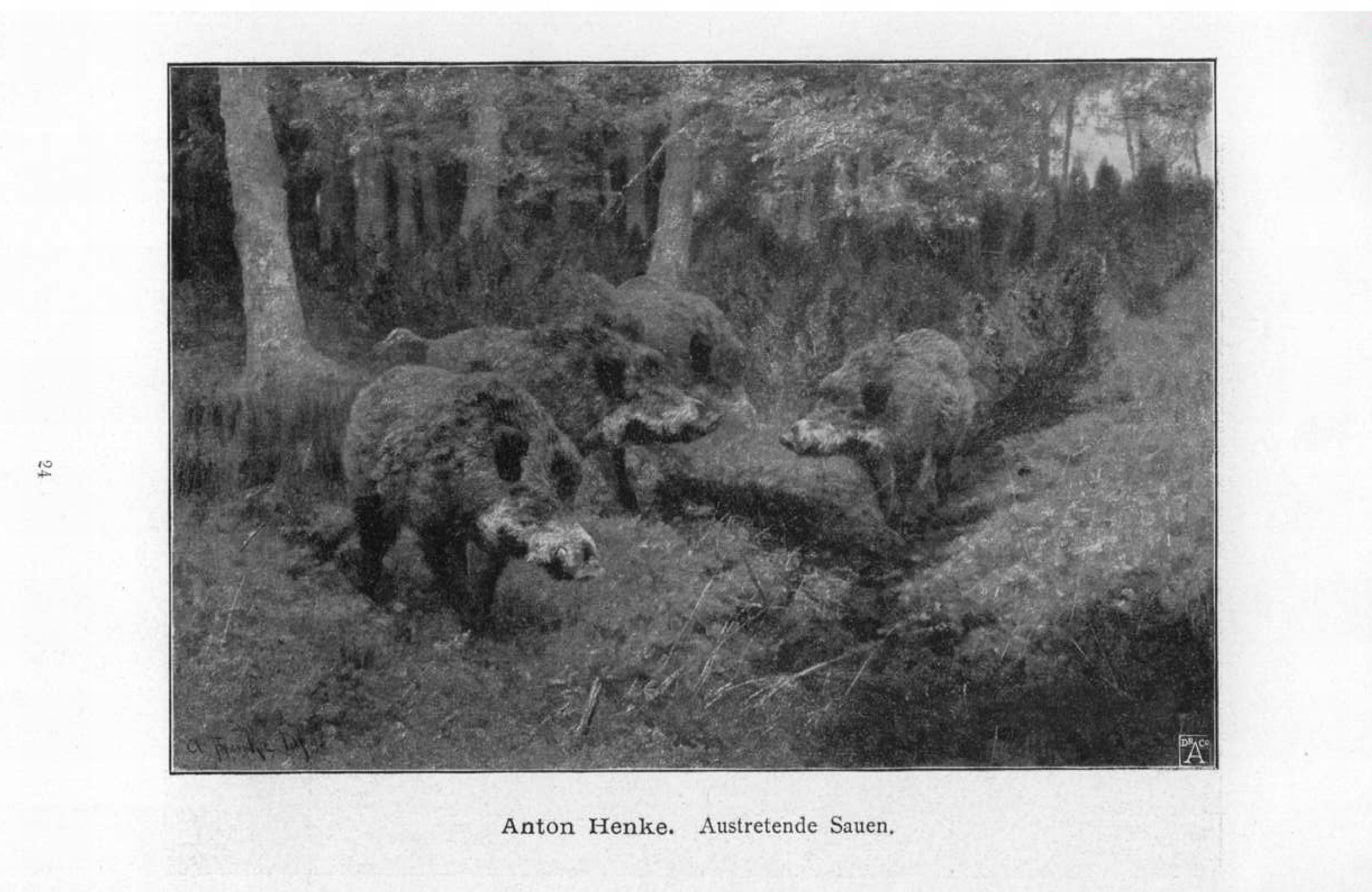
Austretende Sauen, Schwarz-Weiß-Abbildung im Ausstellungskatalog des Glaspalasts München, 1896

Henke studierte in den Jahren 1869/1870 Malerei an der Kunstakademie Düsseldorf. Dort war Andreas Müller sein Lehrer. Außerdem nahm er Privatunterricht bei dem Jagd- und Landschaftsmaler Christian Kröner, des Weiteren wohl auch bei dem Jagd- und Tiermaler Carl Friedrich Deiker.
Henke und sein Freund Werner Schuch waren Mitglieder der Künstlerkolonie in Schwalenberg. Gemeinsam mit Wilhelm Degode, Adolf Lins und Hans von Volkmann besuchte er auch Gerolstein in der Vulkaneifel. Im Oktober 1889 gehörte Henke mit August Deusser, Andreas Dirks, Alexander Frenz, Otto Heichert, Heinrich Hermanns, Gerhard Janssen, Olof Jernberg, Arthur Kampf, Helmuth Liesegang, Peter Philippi, Theodor Rocholl und weiteren zu den 14 Gründungsmitgliedern des St.-Lukas-Klubs, einer der frühestens Secessionsbewegungen in Deutschland. Aus der Künstlervereinigung St.-Lukas-Klub ging 1891 die Freie Vereinigung Düsseldorfer Künstler hervor.
Seine Darstellungen von Jagdwild zeigte er in Berlin, Dresden, Düsseldorf, München, Bremen und Wien. 1896 und 1897 war er im Münchner Glaspalast vertreten. Friedrich Schaarschmidt rühmte an seiner Jagdmalerei „feines Colorit, vortreffliche Zeichnung und (…) hervorragende Durchbildung der Landschaft“.